# Neutron

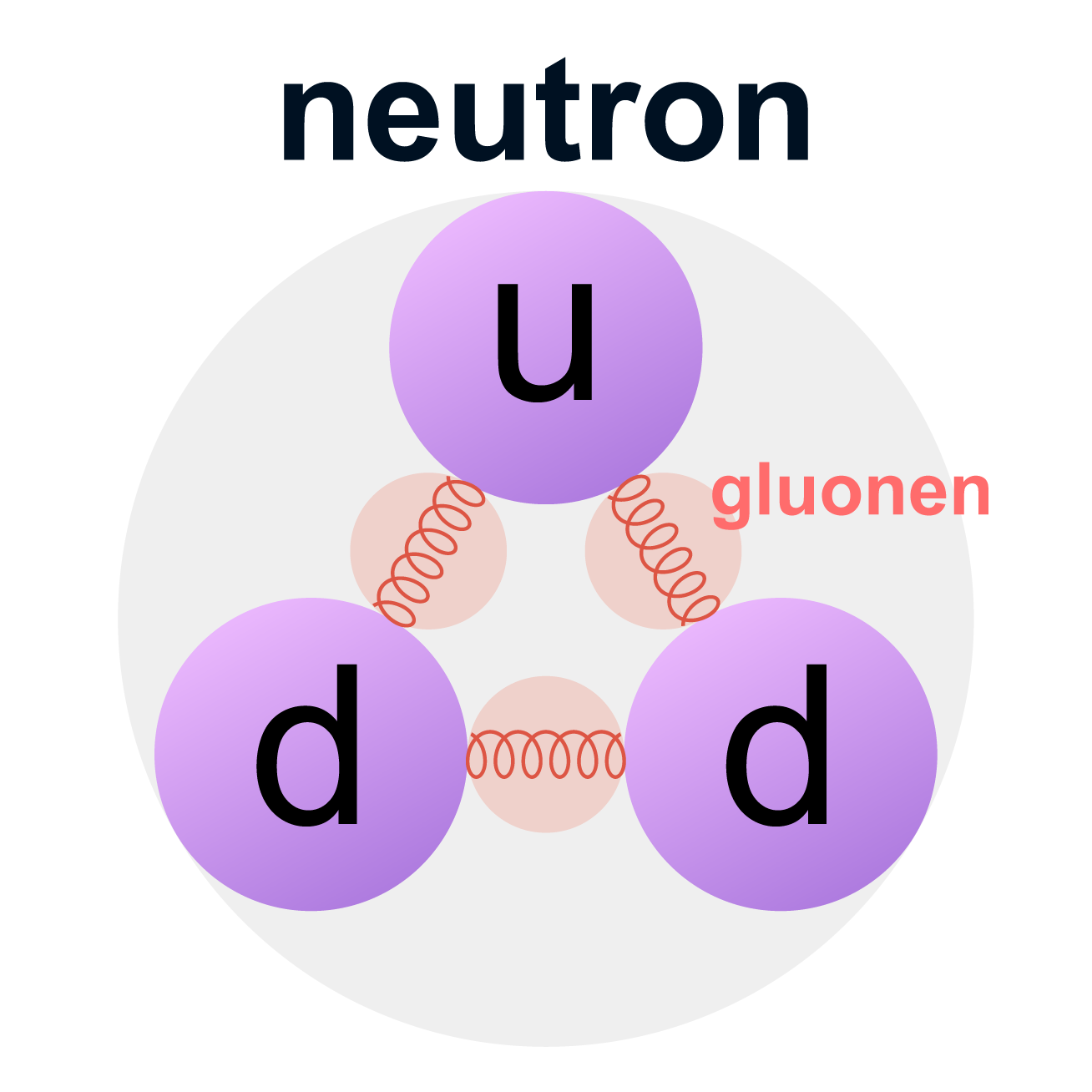
A neutron diagramja két le-kvarkkal, egy fel-kvarkkal és a pirossal jelölt gluonokkal

A neutron az atommag egyik összetevője, ezért a protonnal együtt nukleonnak nevezzük. Jele: n°. A neve a latin neutral (semleges) szóból ered, amihez egy görög -on végződést kapcsoltak.

## Felfedezése
1930-ban Walther Bothe és H. Becker (Németország) azt találták, hogy ha nagy energiájú alfa-részecskékkel bizonyos könnyű elemeket (berillium, bór, lítium) bombáznak, akkor egy rendkívüli áthatolóképességű sugárzás keletkezik. Először ezt röntgensugárzásnak gondolták, bár annál is nagyobb volt az áthatolóképessége, és az eredményeket nagyon nehéz volt ily módon értelmezni.
A következő eredményt 1932-ben Irène Joliot-Curie és Frédéric Joliot-Curie publikálták. Ha a kijövő sugárzást paraffinra, vagy más hidrogéntartalmú anyagra bocsátották, akkor abból nagy energiájú protonok lökődtek ki. Ezt még nehezebb volt röntgensugárzással magyarázni.
A neutront végül James Chadwick fedezte fel 1932-ben, és ezért 1935-ben Nobel-díjat kapott. Sokféle kísérletet végzett arra, hogy kizárja a röntgensugárzási elméletet. Azt feltételezte, hogy egy protonnal nagyjából egyező tömegű semleges részecske lökődik ki. Ezt a feltételezését több kísérlet elvégzésével igazolta is. A részecskét semleges volta miatt nevezték el neutronnak (neutral=semleges).
Chadwick egyik kísérlete:
alfa-részecskével (hélium-atommag) bombázott berilliumot, miközben neutron megjelenését tapasztalta:
{\displaystyle \mathrm {^{4}_{2}He} +\mathrm {^{9}_{4}Be} \rightarrow \mathrm {^{12}_{\ 6}C} +\mathrm {^{1}_{0}n} +5{,}76\,\mathrm {MeV} }
A felső indexben levő szám a tömegszámot (protonszám + neutronszám), az alsó a rendszámot (protonok száma) jelöli. A neutronok számát tehát a kettő különbsége adja.

A neutron bomlása protonra (Feynman-gráf). Bővebb magyarázat a kép oldalán

## Tulajdonságai
Az atommagon kívüli, szabad neutron nem stabil, átlagos élettartama 885,7±0,8 s (kb. 14 perc 46 másodperc). Elbomlik protonra, elektronra és egy antineutrínóra:
{\displaystyle \mathrm {n} \rightarrow \mathrm {p} +\mathrm {e} ^{-}+{\bar {\nu }}_{e}+0,78\,\mathrm {MeV} }
Bomlását a gyenge kölcsönhatás okozza. A kvarkszintű részletezést az ábra tartalmazza.
Sokféle atommag képes elnyelni (abszorbeálni) neutront, mivel semlegessége miatt az atommag nem taszítja el magától, ezért képes a belsejébe hatolni. A keletkező izotópok gyakran radioaktívak. A különféle neutronszám miatt a periódusos rendszer 108 eleme több mint ötezer izotópot hoz létre, nagy részük rövid élettartamú.
A neutronban a 3 kvarkot az erős kölcsönhatás, és annak közvetítő részecskéje, a gluon (az angol glue: enyv, ragasztó szóból) tartja össze. Az atommagban a protonok és neutronok (közös nevük: nukleonok - magalkotók) közötti kölcsönhatás a magerő, mely a kvarkok közötti erős kölcsönhatás gyengébb maradványa. Egy nukleon az atommagjában néhány MeV kötési energiával kapcsolódik a többi nukleonhoz, míg egy külső elektron az atomjához, molekulájához csak néhány eV-tal. Ezért az atomerőműben és az atombombában a neutronok által kiváltott magreakciók sokszorosan nagyobb (tömegegységre vetítve pár milliószor nagyobb) energiát szabadítanak fel, mint az elektronok átrendeződésével járó kémiai reakciók (például az égés).
A neutron semlegességének következménye, hogy könnyen áthatol a legtöbb anyagon, mivel elektromágneses kölcsönhatást nem létesít az anyaggal. Ezért a neutronsugárzás árnyékolására nem alkalmas a radioaktív alfa-, béta- és gamma- (ill. röntgen-) sugarakat hatékonyan elnyelő ólomlemez, még vastagon sem. Az árnyékoláshoz először a neutronokat lelassítják, majd a lassú neutronokat elnyeletik. A lassítás azon alapul, hogy egy ütközéskor az átadott energia annál nagyobb, minél inkább azonos a két ütköző test tömege. A neutron emiatt az elektronokkal ütközve érdemben nem is tudna energiát leadni, mivel tömege annál 1840-szer nagyobb. Az atommagok közül viszont a kis magok tömege hasonló az ő tömegéhez. A közönséges hidrogén magja (egyetlen proton) tömege szinte teljesen azonos a neutronéval, ezért leginkább ezzel lehet ütközések révén lelassítani. Ehhez sok hidrogént tartalmazó anyagokat használnak: víz, paraffin, beton. Az elnyeletésre pedig olyan anyagokat, amelyek nagy valószínűséggel nyelik el a neutront: kadmium, bór. A kadmiumban leginkább a 113-as tömegszámú izotóp nyeli a neutronokat, mely az összes kadmiumnak csak 12%-a. Ezért a kadmium neutronabszorpciós hatáskeresztmetszete 2400 barn, bár a 113-as izotópjáé 25 000 barn. Fém kadmiumból készített rudak, lemezek formájában használják neutronelnyeletésre. A bórban a 10-es tömegszámú izotóp nyeli erősen a neutronokat, amely az összes bór 19%-a. A bór neutronabszorpciós hatáskeresztmetszete termikus neutronokra 3000 barn. Vészleállításhoz bórsav vizes oldata formájában, kontrollrúd gyanánt pedig bóracél rudak (bór-karbid) formájában használják neutronelnyeletésre. A bóron és kadmiumon kívül sok anyag nyeli a neutront kisebb-nagyobb valószínűséggel. Az atomerőművekben működés közben sok neutront nyel el (a 235-ös urán hasadásakor keletkező) sokféle xenonizotóp közül a 135-ös tömegszámú, melynek már 3 000 000 barn a hatáskeresztmetszete. Ezt reaktorméregnek is nevezik, keletkezése elkerülhetetlen, és a reaktorfizikában igen nagy jelentőségű xenonlengést okozza (sok más mellett ennek, az akkor már rég ismert effektusnak a figyelembe nem vétele is szerepet játszott a csernobili katasztrófában).
Egy atommagban a Pauli-elv szerint nem lehet se túl kevés, se túl sok neutron adott mennyiségű proton mellett. Ez a magyarázata, hogy a több mint 5000 izotóp nagy része instabil, spontán elbomlik. Viszont extrém körülmények között sok neutron is összeállhat, ez a neutroncsillag. De ez, bár a tömegsűrűsége hasonló az atommagokéhoz, mégsem tekinthető egy óriás atommagnak, amelyik csak neutronokból áll, mivel az atommagokban a nukleonokat a magerő tartja egyben, a neutroncsillagban viszont a gravitáció.

## Antineutron
Az antineutron a neutron antirészecskéje. Bruce Cork fedezte fel 1956-ban, egy évvel az antiproton felfedezése után. Tömege megegyezik a neutronéval és töltéssel szintén nem rendelkezik. A különbség, hogy antikvarkokból épül fel, két anti-d kvarkból és egy anti-u kvarkból.

## Alkalmazások
A neutron alkalmazási lehetőségeit tekintve felhasználható energiatermelésre, izotópgyártásra, anyagvizsgálat során, neutronaktivációs analízisre és drágakövek besugárzására.
- Energiatermeléskor, atomerőműben (fissziós atomreaktort feltételezve) a 235-ös uránizotópok neutronok hatására hasadnak szét, felszabadítva nagy mennyiségű energiát. A folyamatos működést az teszi lehetővé, hogy hasadáskor 1-6 neutron is keletkezik (leggyakrabban 2-3, átlagosan 2,4). A hasadáskor keletkező neutronok újabb hasadásokat tudnak előidézni, vagyis a hasadási láncreakciót a folyamatosan keletkező neutronok tartják életben. Az atomerőműben a teljesítményt azzal szabályozzák, hogy több vagy kevesebb neutront nyeletnek el a szabályozórudak segítségével. Veszélyhelyzetben a neutronelnyelő rudakat teljesen betolják, továbbá a hűtővízrendszert bórsavoldattal árasztják el (a bór szintén jó neutronelnyelő), ezzel kivonva a neutronokat a láncreakcióból. A keletkező neutronok 99%-a közvetlenül a hasadáskor válik szabaddá (ún. prompt neutronok), 1%-uk viszont csak 0,5–56 másodperccel később keletkezik a hasadási termékekből kilökődve (ezek az ún. késő neutronok). Ezek teszik lehetővé, hogy az atomerőművekben a láncreakció kontroll alatt tartható legyen.

- Az izotópgyártás során azt hasznosítják, hogy a neutronok (semlegesek lévén) képesek behatolni az atommagok belsejébe, és ott elnyelődni. Ilyen módon sokféle izotóp előállítható, ezek közül sok radioaktív, melyek felhasználhatóak az orvosi diagnosztikában, az orvosi (sugár)terápiákban vagy anyagvizsgálati célra.

- Anyagvizsgálathoz a neutronok azért használhatók, mert képesek az anyag mélyébe hatolni (hasonlóan a röntgensugarakhoz) így alkalmasak egy tárgy belsejének vizsgálatára annak szétdarabolása nélkül (roncsolásmentes vizsgálat). A behatoló neutronok szóródnak a különféle atommagokon, méghozzá az adott magra jellemző módon. Ha a minta mögé neutronra érzékeny detektorokat helyeznek, akkor a szórás eloszlásából lehet következtetni a minta tulajdonságaira: az izotópösszetételére vagy a kristályszerkezet bizonyos jellegzetességeire, esetleg kristályhibákra, repedésekre is. Erre általában atomreaktoros neutronforrást használnak, újabban spallációs forrást.

- A neutron-aktivációs analízis (NAA) az anyagösszetételt vizsgáló módszer, melynek során az (ismeretlen összetételű) mintát neutronokkal rövid ideig besugározzák, aminek hatására benne az atommagok egy része radioaktív izotóppá alakul, „aktiválódik”. A különböző kezdeti magok a neutron besugárzás miatt különféle, rájuk jellemző sugárzásokat bocsátanak ki. Ezután sugárzás detektorokkal vizsgálják a minta sugárzását, amelyből lehet következtetni a minta eredeti összetételére. Erre az atomreaktornál kisebb neutronhozamú (akár hordozható) neutrongenerátorok is alkalmasak.

- Neutronbesugárzás hatására bizonyos drágakövek (például a topáz) színárnyalatai megváltoznak. Ettől szerencsés esetben szebb, így értékesebb lesz a kő. A szükséges nagy neutronfluxus miatt ezt a folyamatot atomreaktorokban végzik.